# Postamt (Dießen am Ammersee)

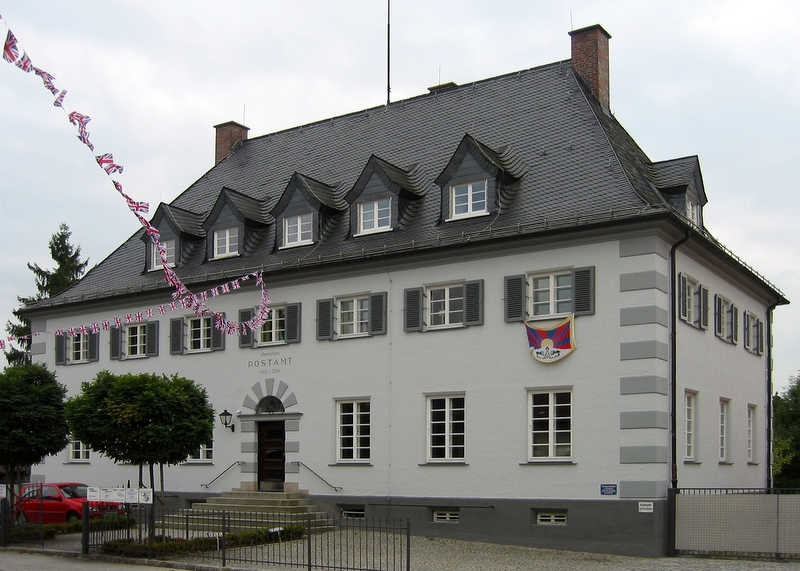
Postamt in Dießen

Das Postamt in Dießen am Ammersee, einem Markt im oberbayerischen Landkreis Landsberg am Lech, wurde 1924 errichtet. Das ehemalige Postamt an der Bahnhofstraße 16 ist ein geschütztes Baudenkmal. 
Das Gebäude wurde nach Plänen der Münchener Architekten Guido Harbers und Alfred Bramigk erbaut. Der schiefergedeckte Walmdachbau besitzt sieben zu drei Fensterachsen. Der Zugang zum rundbogigen Portal erfolgt über eine sechsstufige Freitreppe. 
In den 2000er Jahren wurde das Gebäude zu einem Wohnhaus umgebaut.